# Yrjö Lindegren
Yrjö Lorenzo Lindegren (né le 13 août 1900 à Tampere – décédé le 12 novembre 1952 à Helsinki) est un architecte finlandais.

## Biographie
En 1925, Yrjö Lindegren obtient son diplôme d'architecte de l' École supérieure technique de Finlande et la même année il ouvre son cabinet d'architecte.
Son ouvrage le plus connu est le Stade olympique d'Helsinki qu'il conçoit avec Toivo Jäntti au début des années 1930. Lindegren remporte le Grand Prix d'architecture de l'Exposition Internationale des Arts et Techniques dans la Vie Moderne (1937) de Paris.
Au milieu des années 1940, il collabore avec Alvar Aalto et Viljo Revell, pour plusieurs plans d'urbanisme pour la Finlande de l'après-guerre. Il a aussi conçu l'immeuble serpentin répertorié par Docomomo International.
Lindegren meurt à Helsinki en 1952, juste après la tenue des jeux olympiques d'été de 1952 au Stade olympique d'Helsinki.

## Galerie

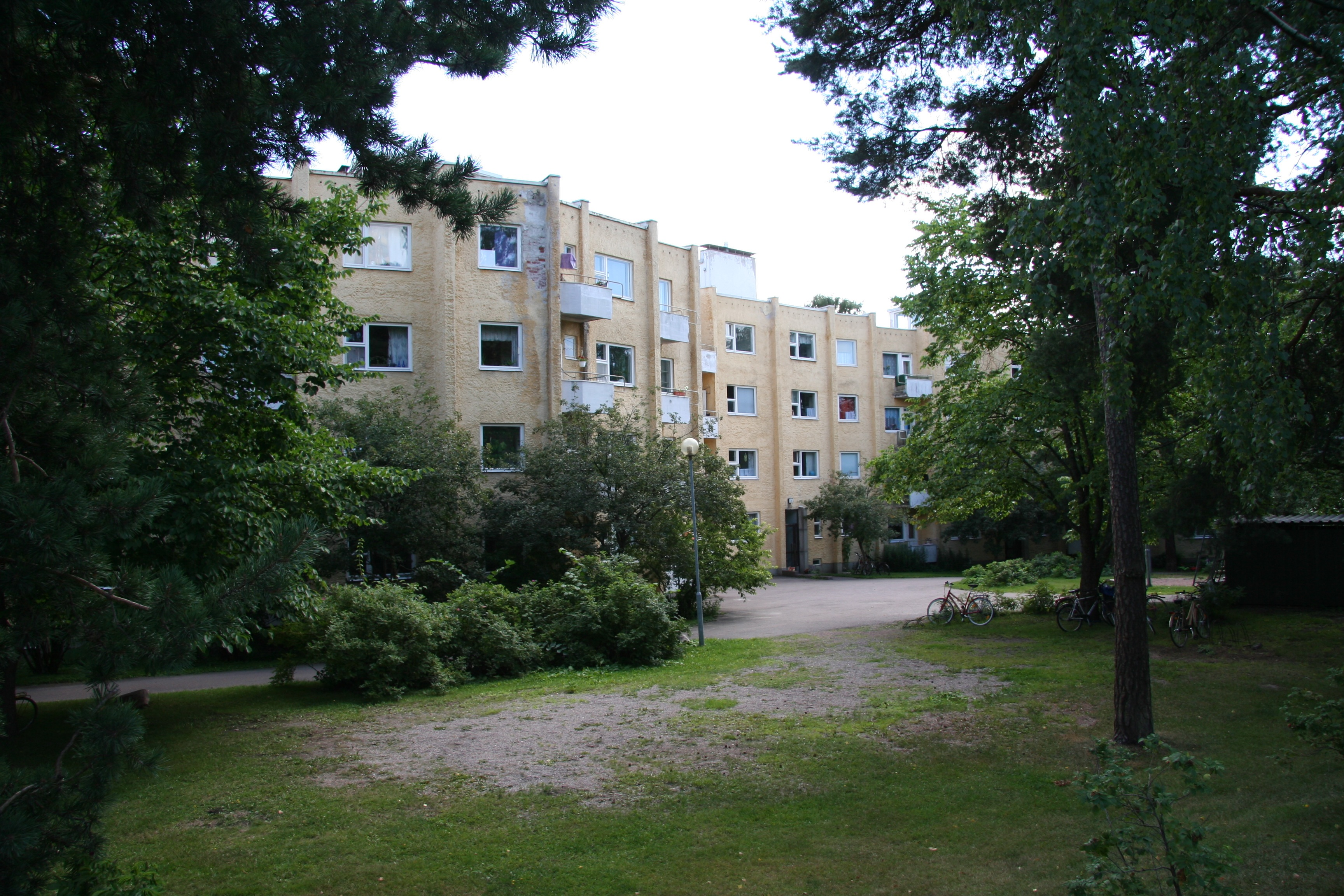
L'immeuble serpentin.
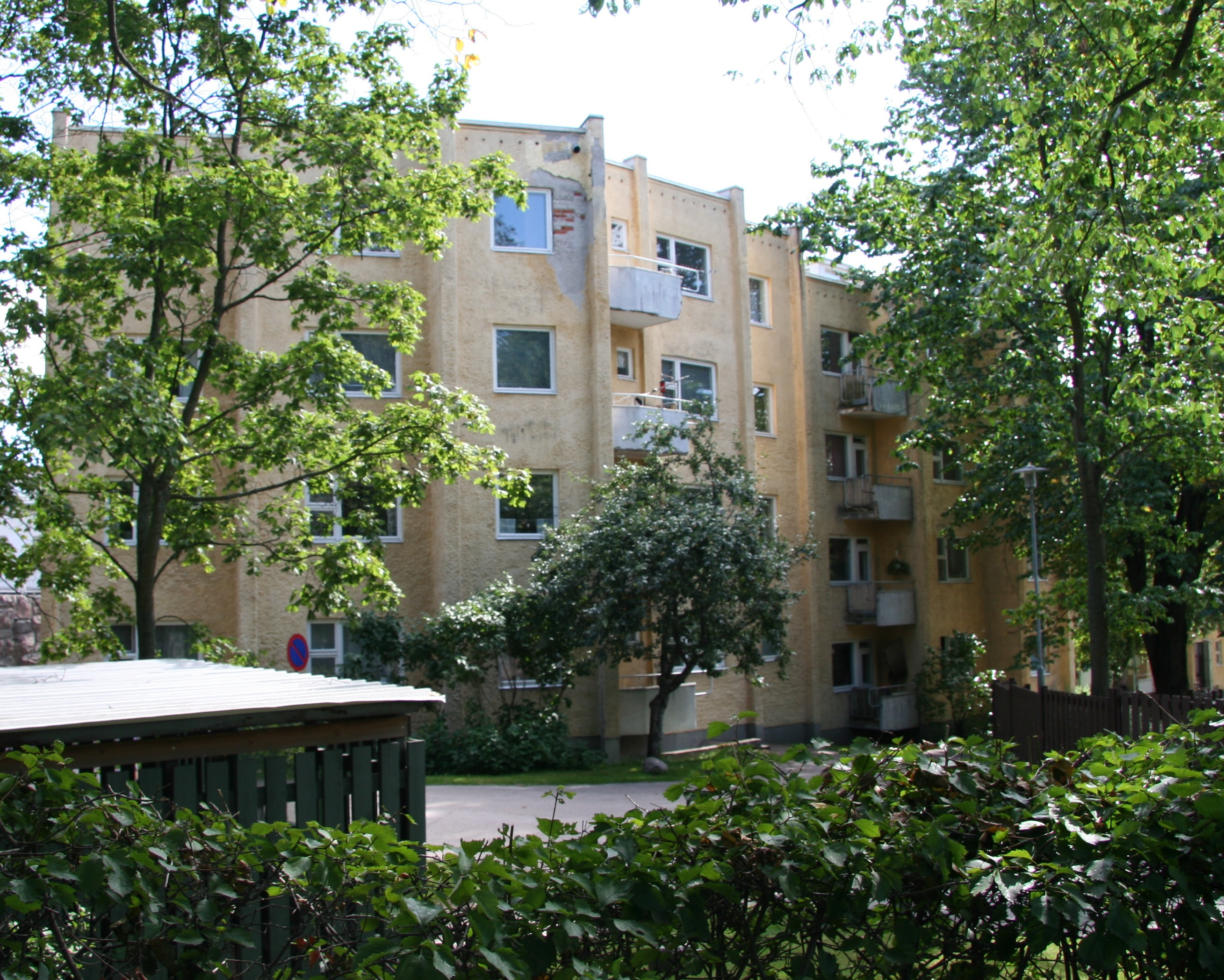
L'immeuble serpentin.
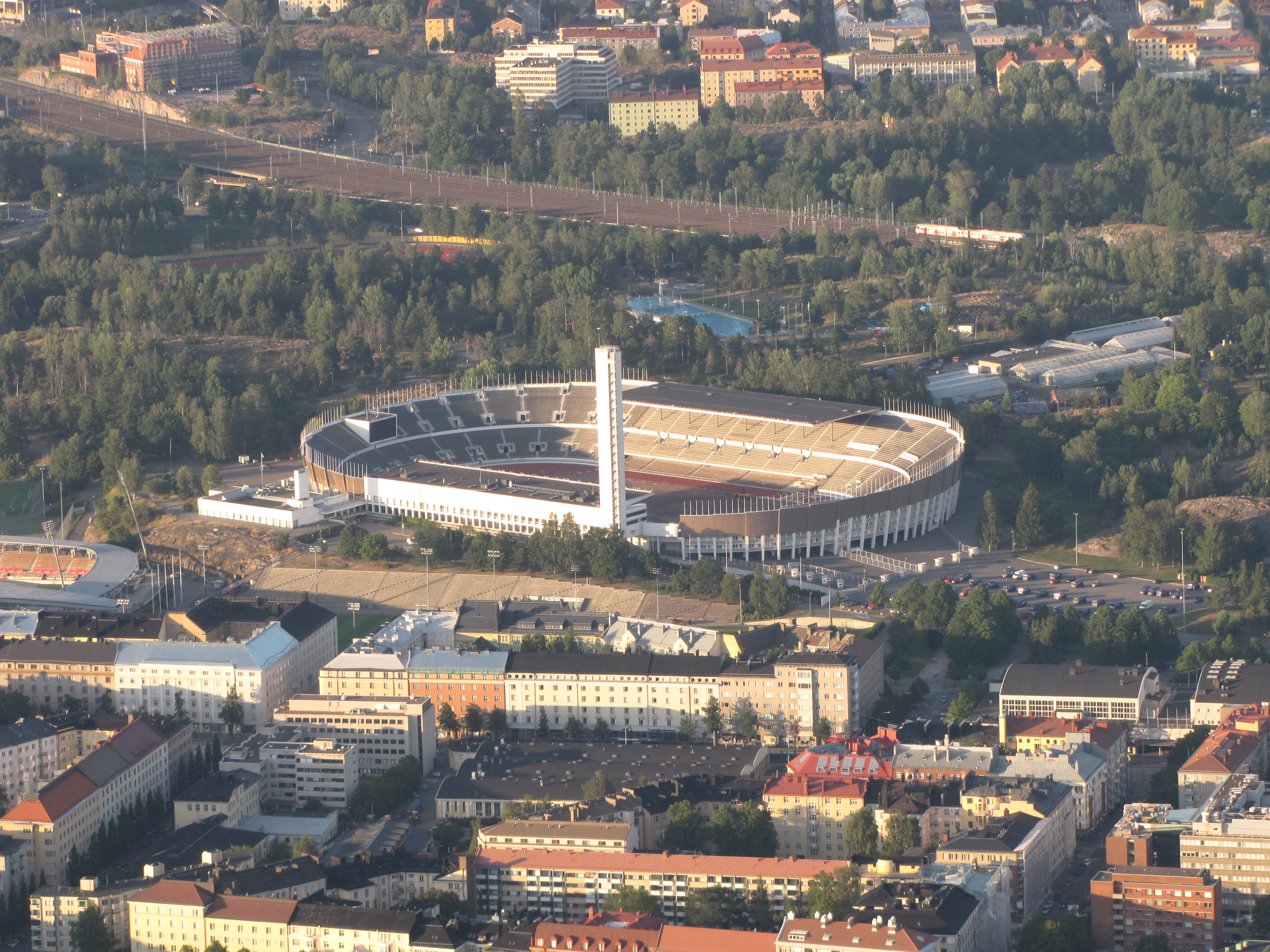
Stade olympique d'Helsinki.
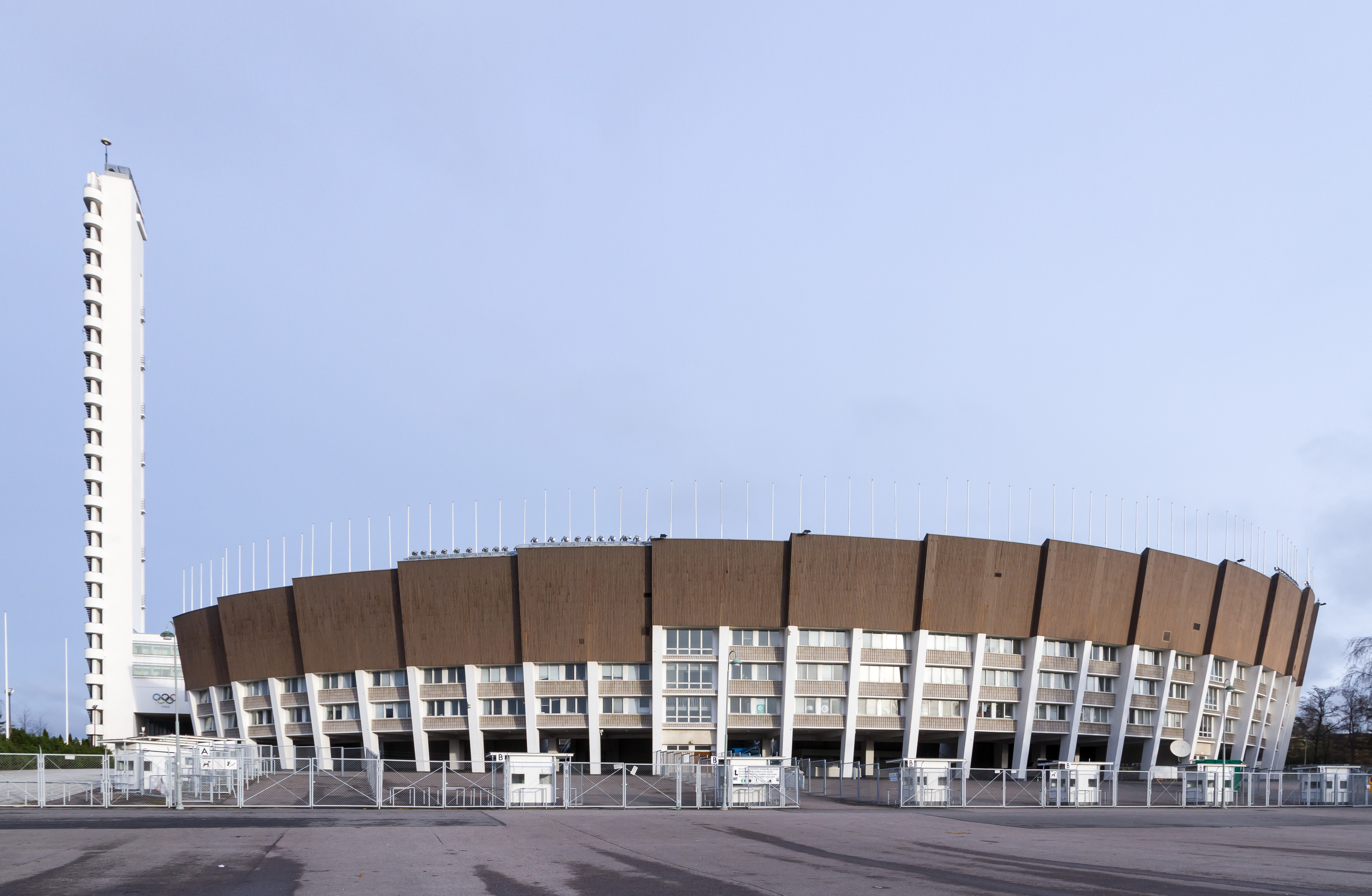
Stade olympique d'Helsinki.
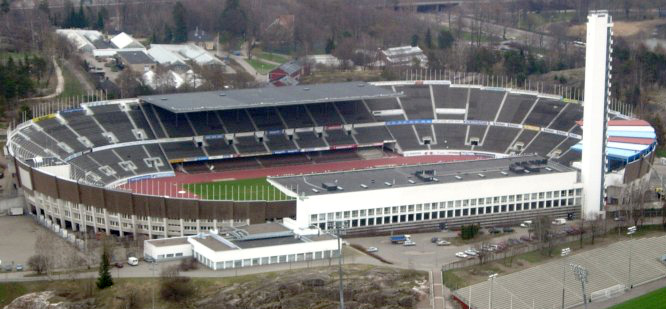
Stade olympique d'Helsinki.